# Купувате
Куповате або Купувате — офіційно нежитлове після  аварії на Чорнобильській АЕС колишнє село в  Іванківському районі Київської області. Розташоване за 16 км від колишнього райцентру та за 30 км від ЧАЕС. Нині у селі проживає 9  самоселів.

## Історія
Час виникнення села не встановлений.
1864 року у селі проживало 220 мешканців, а 1887 — вже 330 мешканців.
1900 року у власницькому селі було 67 дворів та мешкало 412 мешканців, діяла школа грамоти. Працювали 3 вітряки. Село підпорядковувалося Чорнобильській волості.
За даними «Історії міст і сіл УРСР», «Купувате — село, центр сільської Ради, розташоване за 16 км від районного центру і за 33 км від залізничної станції Янів. Населення — 506 чоловік. Сільській Раді підпорядковані населені пункти Городище та Оташів. Колгосп ім. XX з'їзду КПРС має 659 га сільськогосподарських угідь, з них 408 га орної землі. За самовіддану працю 5 колгоспників нагороджено орденами й медалями СРСР. У селі є початкова школа, клуб, бібліотека. За мужність, виявлену в боях з ворогом у роки Великої Вітчизняної війни, 112 жителів відзначено урядовими нагородами. Біля села Оташева знайдено залишки поселень доби неоліту та бронзи.» (дані 1971 року).
Напередодні аварії на ЧАЕС у селі мешкало 324 мешканці та було 156 дворів, село підпорядковувалося Чорнобильському району. Жителів села переселили до села Грузьке (Фастівський район). Виселене внаслідок сильного радіоактивного забруднення.
Після Чорнобильської катастрофи село увійшло до 30-кілометрової зони відчуження.
Село було офіційно зняте з обліку 1999 року за відсутністю жителів.
Частина села згоріла під час лісових пожеж у 1992 році.
Впродовж 1986–2001 років у селі діяло експериментальне сільгосппідприємство, що розробляло та запроваджувало методи реабілітації заражених земель.
З кінця лютого до 1 квітня 2022 року село було окуповане російськими військами.

## Населення
- 1864 рік — 220 мешканців
- 1887 рік — 330 мешканців
- 1900 рік — 412 мешканців
- 1971 рік — 506 мешканців
- 1986 рік — 324 мешканців